# Aldobrandeschi
(Dante Alighieri, Purgatorio, Canto XI - versi 58-60)

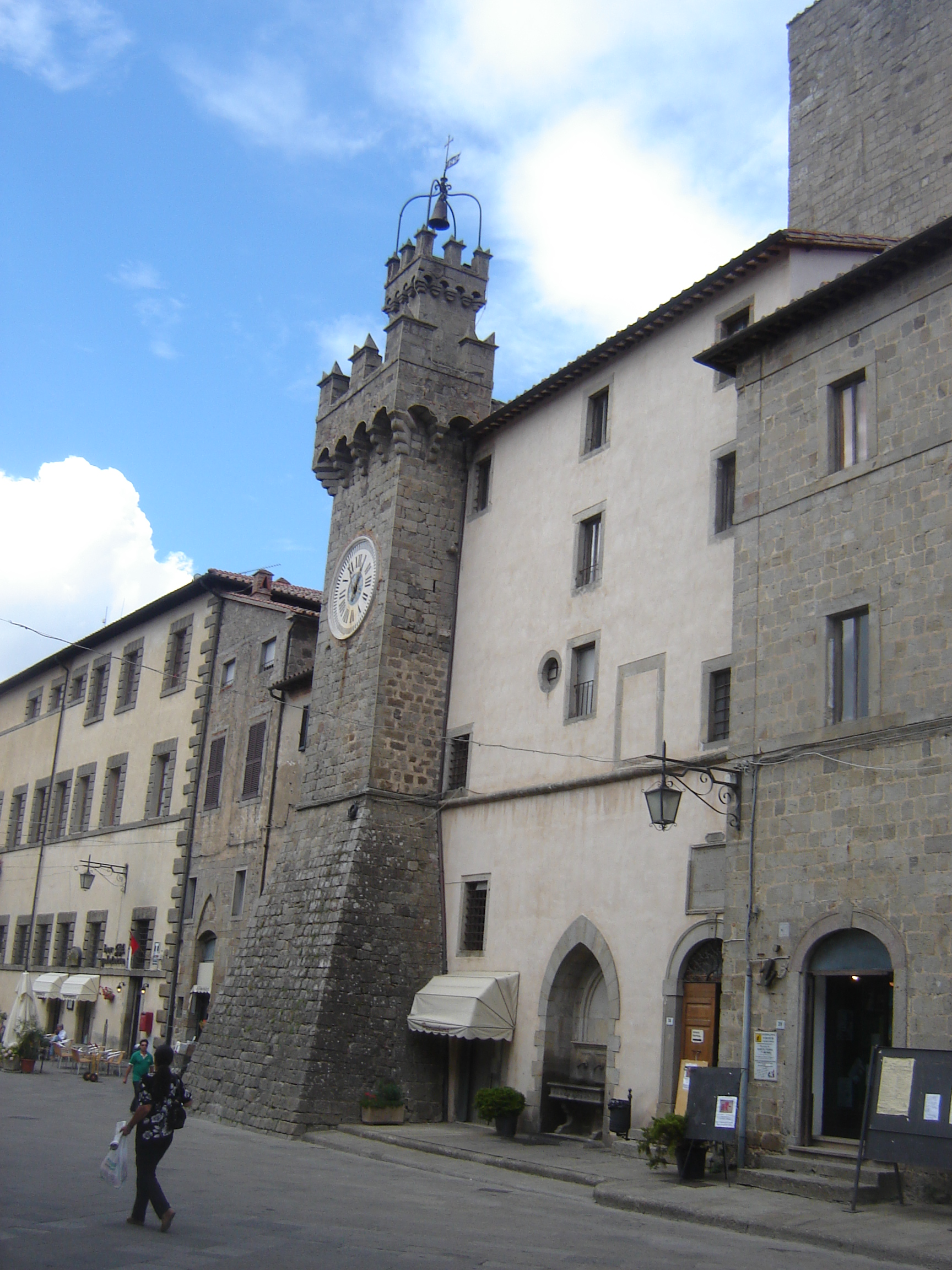
La torre aldobrandesca incastonata nel Palazzo Sforza-Cesarini di Santa Fiora (Gr)

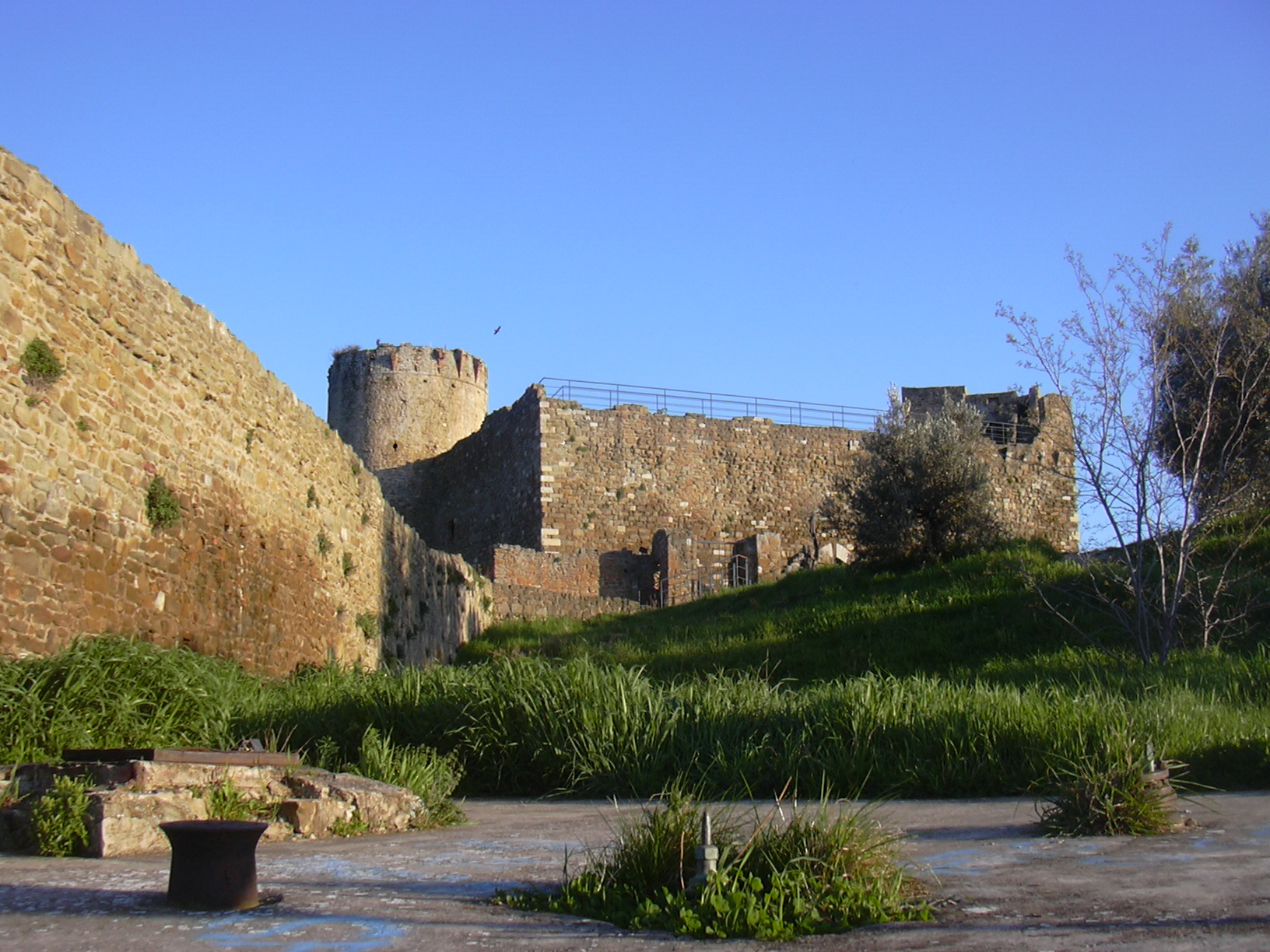
Castello degli Aldobrandeschi a Scarlino.

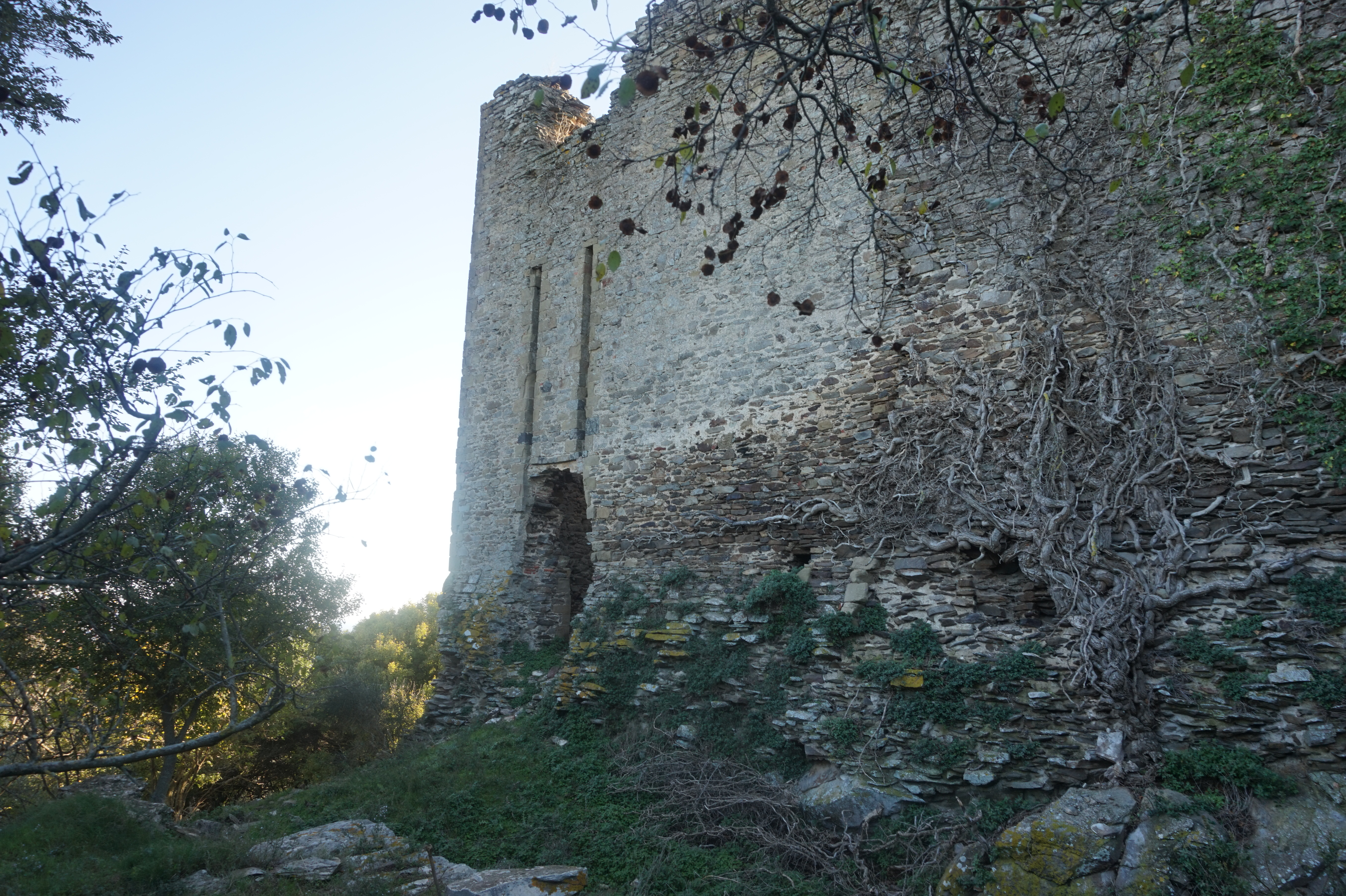
Rocca Aldobrandesca - Roccaccia di Montauto

Gli Aldobrandeschi furono una nobile famiglia comitale, che nel corso del Medioevo dominò vasti feudi nella zona della Maremma e del Monte Amiata, localizzata ai confini tra Toscana e Lazio e della Val d'Orcia senese.

## Storia
Di origine longobarda, nonostante la tradizione popolare faccia discendere la famiglia dai duchi di Spoleto Ildebrando e Mauringo, dai documenti storici sappiamo solamente che un Ilprando, figlio di Alperto, fino al gennaio 800 fu rettore della chiesa di San Pietro Somaldi a Lucca, ambiente in cui sembrano muoversi i primi esponenti di questa casata. Nell'852 è documentato un Geremia, figlio di Eriprando, come vescovo di Lucca. Eriprando, figlio di Ildebrando I, aveva accumulato grandi ricchezze ed era entrato in rapporti con la corte imperiale venendo nominato vassallo. Il primo membro della casata a fregiarsi del titolo di conte fu invece Ildebrando II, figlio di Eriprando, che portò a compimento il trasferimento verso quei territori che andarono presto a formare il vasto comitato aldobrandesco nella Toscana meridionale.
A partire dal 1274, i loro possedimenti nella Toscana meridionale furono ripartiti nella Contea di Sovana (che inalberavano uno stemma d'oro al leone di rosso) e nella Contea di Santa Fiora (che avevano uno stemma d'oro all'aquila bicipite di nero), che da allora furono governate da due rami distinti della famiglia. La successiva estinzione del ramo di Sovana fece ereditare l'antico stato alla famiglia Orsini, determinando la nascita della Contea di Pitigliano; la successiva estinzione del ramo di Santa Fiora fece ereditare agli Sforza il territorio rimasto della contea. 
Lo stemma che viene, comunque, riportato negli armoriali ufficiali, rappresenta una partizione dei due rami principali di Sovana (il mezzo leone rosso) e di Santa Fiora (la mezza aquila, che, in alcune raffigurazioni, diventa rossa).
Tradizionalmente furono ghibellini. Dopo la morte dell'imperatore Federico II di Svevia nel 1250, gli Aldobrandeschi del ramo di Sovana passarono, per opportunità politica, al campo guelfo. Questo non impedì, però, a entrambi i rami, che tutti i loro possedimenti venissero progressivamente erosi dalla Repubblica di Siena, alla quale si sottomisero definitivamente con un atto del 1331.
Nel 1331 Arcidosso venne cinto d'assedio per sei mesi dall'esercito senese guidato da Guidoriccio da Fogliano; alcuni della famiglia Aldobrandeschi in quei giorni si trovavano nel castello di Arcidosso difeso da due ben distinte cerchie murarie e torri. Solo dopo aver scavato una galleria i senesi conquistarono il borgo.
Guglielmo e Omberto Aldobrandeschi sono ricordati da Dante Alighieri nei versi 46-72 del Canto XI del Purgatorio.

## Conti Aldobrandeschi
- Ildebrando II (figlio di Eriprando I) 857-901
- Ildebrando III 901-939[senza fonte]
- Gherardo I 939-966[senza fonte] (figlio)
- Rodolfo I (figlio di Gherardo I) 966-988 
  - Rodolfo II (figlio) associato fino verso il 987, morto prima del 988
- Ildebrando IV (figlio di Rodolfo II) 988-1034
  - Enrico (figlio) associato fino verso il 1030, morto verso il 1020
- Ildebrando V (fratello) 1034-1077
  - Ranieri (fratello) associato 1034-1064
- Ranieri Malabranca (figlio di Ildebrando V) 1064-1106
  - Ugo I (fratello) associato 1064-1097
- Malagaglia (figlio di Ranieri Malabranca) 1106-1121
  - Ildebrandino VI (fratello) associato 1106-1135
- Uguccione (figlio di Malagaglia) 1121-1152
- Ildebrandino VII "Novello" (figlio) 1152-1195
- Ildebrandino VIII (figlio) 1195-1212
- Ildebrandino IX (figlio) 1212-1237
  - Bonifacio Aldobrandeschi (fratello) associato 1212-1216
  - Guglielmo Aldobrandeschi (fratello) associato 1212-1216

Il 29 ottobre del 1216 i domini furono divisi fra i tre fratelli: al primo Sovana, al secondo Santa Fiora e al terzo Pitigliano. Ildebrando IX morì senza eredi nel 1237 e le sue terre passarono agli altri due rami. La città di Sovana fu destinata al ramo di Pitigliano.

### Conti del ramo di Sovana
- Guglielmo Aldobrandeschi (citato da Dante Alighieri) 1216-1254 conte di Pitigliano, padre di Omberto Aldobrandeschi
- Ildebrandino XI Aldobrandeschi il "Rosso" (figlio) 1254-1294, primo conte di Pitigliano e Sovana
- Margherita Aldobrandeschi (figlia) 1294-1313
  - Guido Aldobrandeschi di Santa Fiora (quarto sposo di Margherita Aldobrandeschi) 1299-1302
- Romano Orsini (dal matrimonio con Anastasia di Montfort, figlia di Margherita e Guido di Montfort) ?-1326

### Conti del ramo di Santa Fiora
- Bonifacio Aldobrandeschi 1216-1229, fratello di Guglielmo Aldobrandeschi
- Ildebrandino X (figlio) 1229-1283
- Ildebrandino XII "il Giovane" (figlio) 1283-1331
- Stefano (figlio) 1331-1346
- Senese (figlio) 1346-1386
- Guido Aldobrandeschi (figlio) 1386-1438
- Cecilia Aldobrandeschi (figlia) 1438-1451
- Bosio I Sforza  (sposo di Cecilia Aldobrandeschi) conte di Cotignola 1411 – 1475.

## Conti di Suvereto
- Ildebrando (figlio di Gherardo I), morto nel 996, non compare mai come un conte
- Gherardo II (figlio) 996-1009
- Rodolfo III (fratello) 996-1020
- Ugo (figlio) 1020-1089
- Rodolfo IV 1089-1105
  - Wiliccione (fratello) ?
- Uguccione (figlio di Rodolfo IV) 1105-?
  - Ranieri (figlio di Wiliccione) 1108-?

## Luoghi e architetture
- Rocche aldobrandesche

## Genealogia
Di seguito è ricostruita la genealogia degli Aldobrandeschi dal primo membro noto, Alperto (menzionato nell'800 come padre di Ilprando), fino al 1216, anno della prima divisione della contea da parte dei tre figli maggiori di Ildebrandino VIII.
|   |   |   |   |   |   |                                               |                                               |                                               |                                               |                                               |                                               |                                                        |                                         |                                         |                                         |                                         |                                         |                                   |                                   |                                      |                                      |                                      |                                      |                                      |                                      |                                      |                        | Alperto I                                       |                         |                                            |                                            |                                                 |                                                 |                                                 |                                                 |                                                 |                                                 |                                         |                                         |                                         |                                         |                                         |                                         |                     |                     |                     |                     |          |          |            |            |            |            |            |            |  |  |  |  |  |  |  |  |  |  |  |  |  |  |  |  |  |  |  |  |  |  |  |  |
|   |   |   |   |   |   |                                               |                                               |                                               |                                               |                                               |                                               |                                                        |                                         |                                         |                                         |                                         |                                         |                                   |                                   |                                      |                                      |                                      |                                      |                                      |                                      |                                      |                        |                                                 |                         |                                            |                                            |                                                 |                                                 |                                                 |                                                 |                                                 |                                                 |                                         |                                         |                                         |                                         |                                         |                                         |                     |                     |                     |                     |          |          |            |            |            |            |            |            |  |  |  |  |  |  |  |  |  |  |  |  |  |  |  |  |  |  |  |  |  |  |  |  |
|   |   |   |   |   |   |                                               |                                               |                                               |                                               |                                               |                                               |                                                        |                                         |                                         |                                         |                                         |                                         |                                   |                                   |                                      |                                      |                                      |                                      |                                      |                                      |                                      |                        | Ilprando Irettore di San Pietro Somaldi (Lucca) |                         |                                            |                                            |                                                 |                                                 |                                                 |                                                 |                                                 |                                                 |                                         |                                         |                                         |                                         |                                         |                                         |                     |                     |                     |                     |          |          |            |            |            |            |            |            |  |  |  |  |  |  |  |  |  |  |  |  |  |  |  |  |  |  |  |  |  |  |  |  |
|   |   |   |   |   |   |                                               |                                               |                                               |                                               |                                               |                                               |                                                        |                                         |                                         |                                         |                                         |                                         |                                   |                                   |                                      |                                      |                                      |                                      |                                      |                                      |                                      |                        |                                                 |                         |                                            |                                            |                                                 |                                                 |                                                 |                                                 |                                                 |                                                 |                                         |                                         |                                         |                                         |                                         |                                         |                     |                     |                     |                     |          |          |            |            |            |            |            |            |  |  |  |  |  |  |  |  |  |  |  |  |  |  |  |  |  |  |  |  |  |  |  |  |
|   |   |   |   |   |   |                                               |                                               |                                               |                                               |                                               |                                               |                                                        |                                         |                                         |                                         |                                         |                                         |                                   |                                   |                                      |                                      |                                      |                                      |                                      |                                      |                                      |                        |                                                 |                         |                                            |                                            |                                                 |                                                 |                                                 |                                                 |                                                 |                                                 |                                         |                                         |                                         |                                         |                                         |                                         |                     |                     |                     |                     |          |          |            |            |            |            |            |            |  |  |  |  |  |  |  |  |  |  |  |  |  |  |  |  |  |  |  |  |  |  |  |  |
|   |   |   |   |   |   |                                               |                                               |                                               |                                               |                                               |                                               |                                                        |                                         |                                         |                                         |                                         |                                         |                                   |                                   |                                      |                                      |                                      |                                      |                                      |                                      |                                      |                        |                                                 |                         |                                            |                                            |                                                 |                                                 |                                                 |                                                 | Alperto IIchierico                              |                                                 |                                         |                                         |                                         |                                         |                                         |                                         |                     |                     |                     |                     |          |          |            |            |            |            |            |            |  |  |  |  |  |  |  |  |  |  |  |  |  |  |  |  |  |  |  |  |  |  |  |  |
|   |   |   |   |   |   |                                               |                                               |                                               |                                               |                                               |                                               | Ferilapafiglia di Ferualdo di Alateo                   | Ferilapafiglia di Ferualdo di Alateo    | Ferilapafiglia di Ferualdo di Alateo    | Ferilapafiglia di Ferualdo di Alateo    | Ferilapafiglia di Ferualdo di Alateo    | Ferilapafiglia di Ferualdo di Alateo    |                                   |                                   |                                      |                                      |                                      |                                      |                                      |                                      |                                      |                        | Ildebrando I                                    | Ildebrando I            | Ildebrando I                               | Ildebrando I                               | Ildebrando I                                    | Ildebrando I                                    |                                                 |                                                 |                                                 |                                                 |                                         |                                         |                                         |                                         |                                         |                                         |                     |                     |                     |                     |          |          |            |            |            |            |            |            |  |  |  |  |  |  |  |  |  |  |  |  |  |  |  |  |  |  |  |  |  |  |  |  |
|   |   |   |   |   |   |                                               |                                               |                                               |                                               |                                               |                                               | Ferilapafiglia di Ferualdo di Alateo                   | Ferilapafiglia di Ferualdo di Alateo    | Ferilapafiglia di Ferualdo di Alateo    | Ferilapafiglia di Ferualdo di Alateo    | Ferilapafiglia di Ferualdo di Alateo    | Ferilapafiglia di Ferualdo di Alateo    |                                   |                                   |                                      |                                      |                                      |                                      |                                      |                                      |                                      |                        | Ildebrando I                                    | Ildebrando I            | Ildebrando I                               | Ildebrando I                               | Ildebrando I                                    | Ildebrando I                                    |                                                 |                                                 |                                                 |                                                 |                                         |                                         |                                         |                                         |                                         |                                         |                     |                     |                     |                     |          |          |            |            |            |            |            |            |  |  |  |  |  |  |  |  |  |  |  |  |  |  |  |  |  |  |  |  |  |  |  |  |
|   |   |   |   |   |   |                                               |                                               |                                               |                                               |                                               |                                               |                                                        |                                         |                                         |                                         |                                         |                                         |                                   |                                   |                                      |                                      |                                      |                                      |                                      |                                      |                                      |                        |                                                 |                         |                                            |                                            |                                                 |                                                 |                                                 |                                                 |                                                 |                                                 |                                         |                                         |                                         |                                         |                                         |                                         |                     |                     |                     |                     |          |          |            |            |            |            |            |            |  |  |  |  |  |  |  |  |  |  |  |  |  |  |  |  |  |  |  |  |  |  |  |  |
|   |   |   |   |   |   |                                               |                                               |                                               |                                               |                                               |                                               |                                                        |                                         |                                         |                                         |                                         |                                         |                                   |                                   |                                      |                                      |                                      |                                      |                                      |                                      |                                      |                        |                                                 |                         |                                            |                                            |                                                 |                                                 |                                                 |                                                 |                                                 |                                                 |                                         |                                         |                                         |                                         |                                         |                                         |                     |                     |                     |                     |          |          |            |            |            |            |            |            |  |  |  |  |  |  |  |  |  |  |  |  |  |  |  |  |  |  |  |  |  |  |  |  |
|   |   |   |   |   |   |                                               |                                               |                                               |                                               | Ilprando IIchierico(† dopo l'800)             | Ilprando IIchierico(† dopo l'800)             | Ilprando IIchierico(† dopo l'800)                      | Ilprando IIchierico(† dopo l'800)       | Ilprando IIchierico(† dopo l'800)       | Ilprando IIchierico(† dopo l'800)       |                                         |                                         |                                   |                                   | Eriprando Ivassallo imperiale(† 861) | Eriprando Ivassallo imperiale(† 861) | Eriprando Ivassallo imperiale(† 861) | Eriprando Ivassallo imperiale(† 861) | Eriprando Ivassallo imperiale(† 861) | Eriprando Ivassallo imperiale(† 861) |                                      |                        |                                                 |                         |                                            |                                            |                                                 |                                                 |                                                 |                                                 |                                                 |                                                 |                                         |                                         |                                         |                                         |                                         |                                         |                     |                     |                     |                     |          |          |            |            |            |            |            |            |  |  |  |  |  |  |  |  |  |  |  |  |  |  |  |  |  |  |  |  |  |  |  |  |
|   |   |   |   |   |   |                                               |                                               |                                               |                                               | Ilprando IIchierico(† dopo l'800)             | Ilprando IIchierico(† dopo l'800)             | Ilprando IIchierico(† dopo l'800)                      | Ilprando IIchierico(† dopo l'800)       | Ilprando IIchierico(† dopo l'800)       | Ilprando IIchierico(† dopo l'800)       |                                         |                                         |                                   |                                   | Eriprando Ivassallo imperiale(† 861) | Eriprando Ivassallo imperiale(† 861) | Eriprando Ivassallo imperiale(† 861) | Eriprando Ivassallo imperiale(† 861) | Eriprando Ivassallo imperiale(† 861) | Eriprando Ivassallo imperiale(† 861) |                                      |                        |                                                 |                         |                                            |                                            |                                                 |                                                 |                                                 |                                                 |                                                 |                                                 |                                         |                                         |                                         |                                         |                                         |                                         |                     |                     |                     |                     |          |          |            |            |            |            |            |            |  |  |  |  |  |  |  |  |  |  |  |  |  |  |  |  |  |  |  |  |  |  |  |  |
|   |   |   |   |   |   |                                               |                                               |                                               |                                               |                                               |                                               |                                                        |                                         |                                         |                                         |                                         |                                         |                                   |                                   |                                      |                                      |                                      |                                      |                                      |                                      |                                      |                        |                                                 |                         |                                            |                                            |                                                 |                                                 |                                                 |                                                 |                                                 |                                                 |                                         |                                         |                                         |                                         |                                         |                                         |                     |                     |                     |                     |          |          |            |            |            |            |            |            |  |  |  |  |  |  |  |  |  |  |  |  |  |  |  |  |  |  |  |  |  |  |  |  |
|   |   |   |   |   |   |                                               |                                               |                                               |                                               |                                               |                                               | Geremiavescovo di Lucca                                | Geremiavescovo di Lucca                 | Geremiavescovo di Lucca                 | Geremiavescovo di Lucca                 | Geremiavescovo di Lucca                 | Geremiavescovo di Lucca                 |                                   |                                   | Ildebrando IIconte(† 899-901)        | Ildebrando IIconte(† 899-901)        | Ildebrando IIconte(† 899-901)        | Ildebrando IIconte(† 899-901)        | Ildebrando IIconte(† 899-901)        | Ildebrando IIconte(† 899-901)        |                                      |                        | Eriprando II                                    | Eriprando II            | Eriprando II                               | Eriprando II                               | Eriprando II                                    | Eriprando II                                    |                                                 |                                                 | Ademari                                         | Ademari                                         | Ademari                                 | Ademari                                 | Ademari                                 | Ademari                                 |                                         |                                         |                     |                     |                     |                     |          |          |            |            |            |            |            |            |  |  |  |  |  |  |  |  |  |  |  |  |  |  |  |  |  |  |  |  |  |  |  |  |
|   |   |   |   |   |   |                                               |                                               |                                               |                                               |                                               |                                               | Geremiavescovo di Lucca                                | Geremiavescovo di Lucca                 | Geremiavescovo di Lucca                 | Geremiavescovo di Lucca                 | Geremiavescovo di Lucca                 | Geremiavescovo di Lucca                 |                                   |                                   | Ildebrando IIconte(† 899-901)        | Ildebrando IIconte(† 899-901)        | Ildebrando IIconte(† 899-901)        | Ildebrando IIconte(† 899-901)        | Ildebrando IIconte(† 899-901)        | Ildebrando IIconte(† 899-901)        |                                      |                        | Eriprando II                                    | Eriprando II            | Eriprando II                               | Eriprando II                               | Eriprando II                                    | Eriprando II                                    |                                                 |                                                 | Ademari                                         | Ademari                                         | Ademari                                 | Ademari                                 | Ademari                                 | Ademari                                 |                                         |                                         |                     |                     |                     |                     |          |          |            |            |            |            |            |            |  |  |  |  |  |  |  |  |  |  |  |  |  |  |  |  |  |  |  |  |  |  |  |  |
|   |   |   |   |   |   |                                               |                                               |                                               |                                               |                                               |                                               |                                                        |                                         |                                         |                                         |                                         |                                         |                                   |                                   | Ildebrando IIIconte e marchese       |                                      |                                      |                                      |                                      |                                      |                                      |                        |                                                 |                         |                                            |                                            |                                                 |                                                 |                                                 |                                                 |                                                 |                                                 |                                         |                                         |                                         |                                         |                                         |                                         |                     |                     |                     |                     |          |          |            |            |            |            |            |            |  |  |  |  |  |  |  |  |  |  |  |  |  |  |  |  |  |  |  |  |  |  |  |  |
|   |   |   |   |   |   |                                               |                                               |                                               |                                               |                                               |                                               |                                                        |                                         |                                         |                                         |                                         |                                         |                                   |                                   |                                      |                                      |                                      |                                      |                                      |                                      |                                      |                        |                                                 |                         |                                            |                                            |                                                 |                                                 |                                                 |                                                 |                                                 |                                                 |                                         |                                         |                                         |                                         |                                         |                                         |                     |                     |                     |                     |          |          |            |            |            |            |            |            |  |  |  |  |  |  |  |  |  |  |  |  |  |  |  |  |  |  |  |  |  |  |  |  |
|   |   |   |   |   |   |                                               |                                               |                                               |                                               |                                               |                                               |                                                        |                                         |                                         |                                         |                                         |                                         |                                   |                                   |                                      |                                      |                                      |                                      |                                      |                                      |                                      |                        |                                                 |                         |                                            |                                            |                                                 |                                                 |                                                 |                                                 |                                                 |                                                 |                                         |                                         |                                         |                                         |                                         |                                         |                     |                     |                     |                     |          |          |            |            |            |            |            |            |  |  |  |  |  |  |  |  |  |  |  |  |  |  |  |  |  |  |  |  |  |  |  |  |
|   |   |   |   |   |   |                                               |                                               |                                               |                                               |                                               |                                               |                                                        |                                         |                                         |                                         |                                         |                                         |                                   |                                   | Gherardoconte                        | Gherardoconte                        | Gherardoconte                        | Gherardoconte                        | Gherardoconte                        | Gherardoconte                        |                                      |                        | Lamberto(† dopo il 973)                         | Lamberto(† dopo il 973) | Lamberto(† dopo il 973)                    | Lamberto(† dopo il 973)                    | Lamberto(† dopo il 973)                         | Lamberto(† dopo il 973)                         |                                                 |                                                 |                                                 |                                                 |                                         |                                         |                                         |                                         |                                         |                                         |                     |                     |                     |                     |          |          |            |            |            |            |            |            |  |  |  |  |  |  |  |  |  |  |  |  |  |  |  |  |  |  |  |  |  |  |  |  |
|   |   |   |   |   |   |                                               |                                               |                                               |                                               |                                               |                                               |                                                        |                                         |                                         |                                         |                                         |                                         |                                   |                                   | Gherardoconte                        | Gherardoconte                        | Gherardoconte                        | Gherardoconte                        | Gherardoconte                        | Gherardoconte                        |                                      |                        | Lamberto(† dopo il 973)                         | Lamberto(† dopo il 973) | Lamberto(† dopo il 973)                    | Lamberto(† dopo il 973)                    | Lamberto(† dopo il 973)                         | Lamberto(† dopo il 973)                         |                                                 |                                                 |                                                 |                                                 |                                         |                                         |                                         |                                         |                                         |                                         |                     |                     |                     |                     |          |          |            |            |            |            |            |            |  |  |  |  |  |  |  |  |  |  |  |  |  |  |  |  |  |  |  |  |  |  |  |  |
|   |   |   |   |   |   |                                               |                                               |                                               |                                               |                                               |                                               |                                                        |                                         |                                         |                                         |                                         |                                         |                                   |                                   | Rodolfo Iconte(† dopo il 988)        |                                      |                                      |                                      |                                      |                                      |                                      |                        |                                                 |                         |                                            |                                            |                                                 |                                                 |                                                 |                                                 |                                                 |                                                 |                                         |                                         |                                         |                                         |                                         |                                         |                     |                     |                     |                     |          |          |            |            |            |            |            |            |  |  |  |  |  |  |  |  |  |  |  |  |  |  |  |  |  |  |  |  |  |  |  |  |
|   |   |   |   |   |   |                                               |                                               |                                               |                                               |                                               |                                               |                                                        |                                         |                                         |                                         |                                         |                                         |                                   |                                   |                                      |                                      |                                      |                                      |                                      |                                      |                                      |                        |                                                 |                         |                                            |                                            |                                                 |                                                 |                                                 |                                                 |                                                 |                                                 |                                         |                                         |                                         |                                         |                                         |                                         |                     |                     |                     |                     |          |          |            |            |            |            |            |            |  |  |  |  |  |  |  |  |  |  |  |  |  |  |  |  |  |  |  |  |  |  |  |  |
|   |   |   |   |   |   |                                               |                                               |                                               |                                               |                                               |                                               |                                                        |                                         |                                         |                                         |                                         |                                         |                                   |                                   | Rodolfo IIconte(† prima del 988)     | Rodolfo IIconte(† prima del 988)     | Rodolfo IIconte(† prima del 988)     | Rodolfo IIconte(† prima del 988)     | Rodolfo IIconte(† prima del 988)     | Rodolfo IIconte(† prima del 988)     |                                      |                        |                                                 |                         |                                            |                                            | Willacontessafiglia di Landolfo IV di Benevento | Willacontessafiglia di Landolfo IV di Benevento | Willacontessafiglia di Landolfo IV di Benevento | Willacontessafiglia di Landolfo IV di Benevento | Willacontessafiglia di Landolfo IV di Benevento | Willacontessafiglia di Landolfo IV di Benevento |                                         |                                         |                                         |                                         |                                         |                                         |                     |                     |                     |                     |          |          |            |            |            |            |            |            |  |  |  |  |  |  |  |  |  |  |  |  |  |  |  |  |  |  |  |  |  |  |  |  |
|   |   |   |   |   |   |                                               |                                               |                                               |                                               |                                               |                                               |                                                        |                                         |                                         |                                         |                                         |                                         |                                   |                                   | Rodolfo IIconte(† prima del 988)     | Rodolfo IIconte(† prima del 988)     | Rodolfo IIconte(† prima del 988)     | Rodolfo IIconte(† prima del 988)     | Rodolfo IIconte(† prima del 988)     | Rodolfo IIconte(† prima del 988)     |                                      |                        |                                                 |                         |                                            |                                            | Willacontessafiglia di Landolfo IV di Benevento | Willacontessafiglia di Landolfo IV di Benevento | Willacontessafiglia di Landolfo IV di Benevento | Willacontessafiglia di Landolfo IV di Benevento | Willacontessafiglia di Landolfo IV di Benevento | Willacontessafiglia di Landolfo IV di Benevento |                                         |                                         |                                         |                                         |                                         |                                         |                     |                     |                     |                     |          |          |            |            |            |            |            |            |  |  |  |  |  |  |  |  |  |  |  |  |  |  |  |  |  |  |  |  |  |  |  |  |
|   |   |   |   |   |   |                                               |                                               |                                               |                                               |                                               |                                               |                                                        |                                         |                                         |                                         |                                         |                                         |                                   |                                   |                                      |                                      |                                      |                                      |                                      |                                      |                                      |                        |                                                 |                         |                                            |                                            |                                                 |                                                 |                                                 |                                                 |                                                 |                                                 |                                         |                                         |                                         |                                         |                                         |                                         |                     |                     |                     |                     |          |          |            |            |            |            |            |            |  |  |  |  |  |  |  |  |  |  |  |  |  |  |  |  |  |  |  |  |  |  |  |  |
|   |   |   |   |   |   |                                               |                                               |                                               |                                               |                                               |                                               |                                                        |                                         |                                         |                                         |                                         |                                         |                                   |                                   |                                      |                                      |                                      |                                      |                                      |                                      | Ildebrando IVconte(† prima del 1040) |                        |                                                 |                         |                                            |                                            |                                                 |                                                 |                                                 |                                                 |                                                 |                                                 |                                         |                                         |                                         |                                         |                                         |                                         |                     |                     |                     |                     |          |          |            |            |            |            |            |            |  |  |  |  |  |  |  |  |  |  |  |  |  |  |  |  |  |  |  |  |  |  |  |  |
|   |   |   |   |   |   |                                               |                                               |                                               |                                               |                                               |                                               |                                                        |                                         |                                         |                                         |                                         |                                         |                                   |                                   |                                      |                                      |                                      |                                      |                                      |                                      |                                      |                        |                                                 |                         |                                            |                                            |                                                 |                                                 |                                                 |                                                 |                                                 |                                                 |                                         |                                         |                                         |                                         |                                         |                                         |                     |                     |                     |                     |          |          |            |            |            |            |            |            |  |  |  |  |  |  |  |  |  |  |  |  |  |  |  |  |  |  |  |  |  |  |  |  |
|   |   |   |   |   |   |                                               |                                               |                                               |                                               |                                               |                                               |                                                        |                                         |                                         |                                         |                                         |                                         |                                   |                                   |                                      |                                      |                                      |                                      |                                      |                                      |                                      |                        |                                                 |                         |                                            |                                            |                                                 |                                                 |                                                 |                                                 |                                                 |                                                 |                                         |                                         |                                         |                                         |                                         |                                         |                     |                     |                     |                     |          |          |            |            |            |            |            |            |  |  |  |  |  |  |  |  |  |  |  |  |  |  |  |  |  |  |  |  |  |  |  |  |
|   |   |   |   |   |   |                                               |                                               |                                               |                                               |                                               |                                               | Enricoconte(† prima del 1040)                          | Enricoconte(† prima del 1040)           | Enricoconte(† prima del 1040)           | Enricoconte(† prima del 1040)           | Enricoconte(† prima del 1040)           | Enricoconte(† prima del 1040)           |                                   |                                   | Berta                                | Berta                                | Berta                                | Berta                                | Berta                                | Berta                                |                                      |                        | Ranieri Iconte                                  | Ranieri Iconte          | Ranieri Iconte                             | Ranieri Iconte                             | Ranieri Iconte                                  | Ranieri Iconte                                  |                                                 |                                                 | Ildebrando Vconte(† dopo il 1076)               | Ildebrando Vconte(† dopo il 1076)               | Ildebrando Vconte(† dopo il 1076)       | Ildebrando Vconte(† dopo il 1076)       | Ildebrando Vconte(† dopo il 1076)       | Ildebrando Vconte(† dopo il 1076)       |                                         |                                         |                     |                     |                     |                     |          |          |            |            |            |            |            |            |  |  |  |  |  |  |  |  |  |  |  |  |  |  |  |  |  |  |  |  |  |  |  |  |
|   |   |   |   |   |   |                                               |                                               |                                               |                                               |                                               |                                               | Enricoconte(† prima del 1040)                          | Enricoconte(† prima del 1040)           | Enricoconte(† prima del 1040)           | Enricoconte(† prima del 1040)           | Enricoconte(† prima del 1040)           | Enricoconte(† prima del 1040)           |                                   |                                   | Berta                                | Berta                                | Berta                                | Berta                                | Berta                                | Berta                                |                                      |                        | Ranieri Iconte                                  | Ranieri Iconte          | Ranieri Iconte                             | Ranieri Iconte                             | Ranieri Iconte                                  | Ranieri Iconte                                  |                                                 |                                                 | Ildebrando Vconte(† dopo il 1076)               | Ildebrando Vconte(† dopo il 1076)               | Ildebrando Vconte(† dopo il 1076)       | Ildebrando Vconte(† dopo il 1076)       | Ildebrando Vconte(† dopo il 1076)       | Ildebrando Vconte(† dopo il 1076)       |                                         |                                         |                     |                     |                     |                     |          |          |            |            |            |            |            |            |  |  |  |  |  |  |  |  |  |  |  |  |  |  |  |  |  |  |  |  |  |  |  |  |
|   |   |   |   |   |   |                                               |                                               |                                               |                                               |                                               |                                               |                                                        |                                         |                                         |                                         |                                         |                                         |                                   |                                   |                                      |                                      |                                      |                                      |                                      |                                      |                                      |                        |                                                 |                         |                                            |                                            |                                                 |                                                 |                                                 |                                                 |                                                 |                                                 |                                         |                                         |                                         |                                         |                                         |                                         |                     |                     |                     |                     |          |          |            |            |            |            |            |            |  |  |  |  |  |  |  |  |  |  |  |  |  |  |  |  |  |  |  |  |  |  |  |  |
|   |   |   |   |   |   |                                               |                                               |                                               |                                               |                                               |                                               |                                                        |                                         |                                         |                                         |                                         |                                         | Adalasia                          | Adalasia                          | Adalasia                             | Adalasia                             | Adalasia                             | Adalasia                             |                                      |                                      |                                      |                        |                                                 |                         | Ranieri II Malabrancaconte(† dopo il 1096) | Ranieri II Malabrancaconte(† dopo il 1096) | Ranieri II Malabrancaconte(† dopo il 1096)      | Ranieri II Malabrancaconte(† dopo il 1096)      | Ranieri II Malabrancaconte(† dopo il 1096)      | Ranieri II Malabrancaconte(† dopo il 1096)      |                                                 |                                                 |                                         |                                         |                                         |                                         | Ugo(† dopo il 1098)                     | Ugo(† dopo il 1098)                     | Ugo(† dopo il 1098) | Ugo(† dopo il 1098) | Ugo(† dopo il 1098) | Ugo(† dopo il 1098) |          |          |            |            |            |            |            |            |  |  |  |  |  |  |  |  |  |  |  |  |  |  |  |  |  |  |  |  |  |  |  |  |
|   |   |   |   |   |   |                                               |                                               |                                               |                                               |                                               |                                               |                                                        |                                         |                                         |                                         |                                         |                                         | Adalasia                          | Adalasia                          | Adalasia                             | Adalasia                             | Adalasia                             | Adalasia                             |                                      |                                      |                                      |                        |                                                 |                         | Ranieri II Malabrancaconte(† dopo il 1096) | Ranieri II Malabrancaconte(† dopo il 1096) | Ranieri II Malabrancaconte(† dopo il 1096)      | Ranieri II Malabrancaconte(† dopo il 1096)      | Ranieri II Malabrancaconte(† dopo il 1096)      | Ranieri II Malabrancaconte(† dopo il 1096)      |                                                 |                                                 |                                         |                                         |                                         |                                         | Ugo(† dopo il 1098)                     | Ugo(† dopo il 1098)                     | Ugo(† dopo il 1098) | Ugo(† dopo il 1098) | Ugo(† dopo il 1098) | Ugo(† dopo il 1098) |          |          |            |            |            |            |            |            |  |  |  |  |  |  |  |  |  |  |  |  |  |  |  |  |  |  |  |  |  |  |  |  |
|   |   |   |   |   |   |                                               |                                               |                                               |                                               |                                               |                                               |                                                        |                                         |                                         |                                         |                                         |                                         |                                   |                                   |                                      |                                      |                                      |                                      |                                      |                                      |                                      |                        |                                                 |                         |                                            |                                            |                                                 |                                                 |                                                 |                                                 |                                                 |                                                 |                                         |                                         |                                         |                                         |                                         |                                         |                     |                     |                     |                     |          |          |            |            |            |            |            |            |  |  |  |  |  |  |  |  |  |  |  |  |  |  |  |  |  |  |  |  |  |  |  |  |
|   |   |   |   |   |   |                                               |                                               |                                               |                                               |                                               |                                               |                                                        |                                         |                                         |                                         |                                         |                                         |                                   |                                   |                                      |                                      |                                      |                                      |                                      |                                      |                                      |                        |                                                 |                         |                                            |                                            |                                                 |                                                 |                                                 |                                                 |                                                 |                                                 |                                         |                                         |                                         |                                         |                                         |                                         |                     |                     |                     |                     |          |          |            |            |            |            |            |            |  |  |  |  |  |  |  |  |  |  |  |  |  |  |  |  |  |  |  |  |  |  |  |  |
|   |   |   |   |   |   | Lupafiglia di Soffredo                        | Lupafiglia di Soffredo                        | Lupafiglia di Soffredo                        | Lupafiglia di Soffredo                        | Lupafiglia di Soffredo                        | Lupafiglia di Soffredo                        |                                                        |                                         |                                         |                                         |                                         |                                         | Malagagliaconte(† prima del 1121) | Malagagliaconte(† prima del 1121) | Malagagliaconte(† prima del 1121)    | Malagagliaconte(† prima del 1121)    | Malagagliaconte(† prima del 1121)    | Malagagliaconte(† prima del 1121)    |                                      |                                      |                                      |                        |                                                 |                         | Ildebrandino VIconte(† dopo il 1123)       | Ildebrandino VIconte(† dopo il 1123)       | Ildebrandino VIconte(† dopo il 1123)            | Ildebrandino VIconte(† dopo il 1123)            | Ildebrandino VIconte(† dopo il 1123)            | Ildebrandino VIconte(† dopo il 1123)            |                                                 |                                                 | Maximillafiglia di Ruggero I di Sicilia | Maximillafiglia di Ruggero I di Sicilia | Maximillafiglia di Ruggero I di Sicilia | Maximillafiglia di Ruggero I di Sicilia | Maximillafiglia di Ruggero I di Sicilia | Maximillafiglia di Ruggero I di Sicilia |                     |                     |                     |                     |          |          |            |            |            |            |            |            |  |  |  |  |  |  |  |  |  |  |  |  |  |  |  |  |  |  |  |  |  |  |  |  |
|   |   |   |   |   |   | Lupafiglia di Soffredo                        | Lupafiglia di Soffredo                        | Lupafiglia di Soffredo                        | Lupafiglia di Soffredo                        | Lupafiglia di Soffredo                        | Lupafiglia di Soffredo                        |                                                        |                                         |                                         |                                         |                                         |                                         | Malagagliaconte(† prima del 1121) | Malagagliaconte(† prima del 1121) | Malagagliaconte(† prima del 1121)    | Malagagliaconte(† prima del 1121)    | Malagagliaconte(† prima del 1121)    | Malagagliaconte(† prima del 1121)    |                                      |                                      |                                      |                        |                                                 |                         | Ildebrandino VIconte(† dopo il 1123)       | Ildebrandino VIconte(† dopo il 1123)       | Ildebrandino VIconte(† dopo il 1123)            | Ildebrandino VIconte(† dopo il 1123)            | Ildebrandino VIconte(† dopo il 1123)            | Ildebrandino VIconte(† dopo il 1123)            |                                                 |                                                 | Maximillafiglia di Ruggero I di Sicilia | Maximillafiglia di Ruggero I di Sicilia | Maximillafiglia di Ruggero I di Sicilia | Maximillafiglia di Ruggero I di Sicilia | Maximillafiglia di Ruggero I di Sicilia | Maximillafiglia di Ruggero I di Sicilia |                     |                     |                     |                     |          |          |            |            |            |            |            |            |  |  |  |  |  |  |  |  |  |  |  |  |  |  |  |  |  |  |  |  |  |  |  |  |
|   |   |   |   |   |   |                                               |                                               |                                               |                                               |                                               |                                               |                                                        |                                         |                                         |                                         |                                         |                                         |                                   |                                   |                                      |                                      |                                      |                                      |                                      |                                      |                                      |                        |                                                 |                         |                                            |                                            |                                                 |                                                 |                                                 |                                                 |                                                 |                                                 |                                         |                                         |                                         |                                         |                                         |                                         |                     |                     |                     |                     |          |          |            |            |            |            |            |            |  |  |  |  |  |  |  |  |  |  |  |  |  |  |  |  |  |  |  |  |  |  |  |  |
|   |   |   |   |   |   |                                               |                                               |                                               |                                               |                                               |                                               | Uguccioneconte(† prima del 1152)                       |                                         |                                         |                                         |                                         |                                         |                                   |                                   |                                      |                                      |                                      |                                      |                                      |                                      |                                      |                        |                                                 |                         |                                            |                                            |                                                 |                                                 |                                                 |                                                 |                                                 |                                                 |                                         |                                         |                                         |                                         |                                         |                                         |                     |                     |                     |                     |          |          |            |            |            |            |            |            |  |  |  |  |  |  |  |  |  |  |  |  |  |  |  |  |  |  |  |  |  |  |  |  |
|   |   |   |   |   |   |                                               |                                               |                                               |                                               |                                               |                                               |                                                        |                                         |                                         |                                         |                                         |                                         |                                   |                                   |                                      |                                      |                                      |                                      |                                      |                                      |                                      |                        |                                                 |                         |                                            |                                            |                                                 |                                                 |                                                 |                                                 |                                                 |                                                 |                                         |                                         |                                         |                                         |                                         |                                         |                     |                     |                     |                     |          |          |            |            |            |            |            |            |  |  |  |  |  |  |  |  |  |  |  |  |  |  |  |  |  |  |  |  |  |  |  |  |
|   |   |   |   |   |   |                                               |                                               |                                               |                                               |                                               |                                               | Ildebrandino VII (Novello)conte palatino(† 1195 circa) |                                         |                                         |                                         |                                         |                                         |                                   |                                   |                                      |                                      |                                      |                                      |                                      |                                      |                                      |                        |                                                 |                         |                                            |                                            |                                                 |                                                 |                                                 |                                                 |                                                 |                                                 |                                         |                                         |                                         |                                         |                                         |                                         |                     |                     |                     |                     |          |          |            |            |            |            |            |            |  |  |  |  |  |  |  |  |  |  |  |  |  |  |  |  |  |  |  |  |  |  |  |  |
|   |   |   |   |   |   |                                               |                                               |                                               |                                               |                                               |                                               |                                                        |                                         |                                         |                                         |                                         |                                         |                                   |                                   |                                      |                                      |                                      |                                      |                                      |                                      |                                      |                        |                                                 |                         |                                            |                                            |                                                 |                                                 |                                                 |                                                 |                                                 |                                                 |                                         |                                         |                                         |                                         |                                         |                                         |                     |                     |                     |                     |          |          |            |            |            |            |            |            |  |  |  |  |  |  |  |  |  |  |  |  |  |  |  |  |  |  |  |  |  |  |  |  |
| ? | ? | ? | ? | ? | ? |                                               |                                               |                                               |                                               |                                               |                                               | Ildebrandino VIIIconte palatino(† 1212)                | Ildebrandino VIIIconte palatino(† 1212) | Ildebrandino VIIIconte palatino(† 1212) | Ildebrandino VIIIconte palatino(† 1212) | Ildebrandino VIIIconte palatino(† 1212) | Ildebrandino VIIIconte palatino(† 1212) |                                   |                                   |                                      |                                      |                                      |                                      |                                      |                                      |                                      |                        |                                                 |                         |                                            |                                            |                                                 |                                                 |                                                 |                                                 |                                                 |                                                 |                                         |                                         |                                         |                                         |                                         |                                         |                     |                     |                     |                     | Adalasia | Adalasia | Adalasia   | Adalasia   | Adalasia   | Adalasia   |            |            |  |  |  |  |  |  |  |  |  |  |  |  |  |  |  |  |  |  |  |  |  |  |  |  |
| ? | ? | ? | ? | ? | ? |                                               |                                               |                                               |                                               |                                               |                                               | Ildebrandino VIIIconte palatino(† 1212)                | Ildebrandino VIIIconte palatino(† 1212) | Ildebrandino VIIIconte palatino(† 1212) | Ildebrandino VIIIconte palatino(† 1212) | Ildebrandino VIIIconte palatino(† 1212) | Ildebrandino VIIIconte palatino(† 1212) |                                   |                                   |                                      |                                      |                                      |                                      |                                      |                                      |                                      |                        |                                                 |                         |                                            |                                            |                                                 |                                                 |                                                 |                                                 |                                                 |                                                 |                                         |                                         |                                         |                                         |                                         |                                         |                     |                     |                     |                     | Adalasia | Adalasia | Adalasia   | Adalasia   | Adalasia   | Adalasia   |            |            |  |  |  |  |  |  |  |  |  |  |  |  |  |  |  |  |  |  |  |  |  |  |  |  |
|   |   |   |   |   |   |                                               |                                               |                                               |                                               |                                               |                                               |                                                        |                                         |                                         |                                         |                                         |                                         |                                   |                                   |                                      |                                      |                                      |                                      |                                      |                                      |                                      |                        |                                                 |                         |                                            |                                            |                                                 |                                                 |                                                 |                                                 |                                                 |                                                 |                                         |                                         |                                         |                                         |                                         |                                         |                     |                     |                     |                     |          |          |            |            |            |            |            |            |  |  |  |  |  |  |  |  |  |  |  |  |  |  |  |  |  |  |  |  |  |  |  |  |
|   |   |   |   |   |   |                                               |                                               |                                               |                                               |                                               |                                               |                                                        |                                         |                                         |                                         |                                         |                                         |                                   |                                   |                                      |                                      |                                      |                                      |                                      |                                      |                                      |                        |                                                 |                         |                                            |                                            |                                                 |                                                 |                                                 |                                                 |                                                 |                                                 |                                         |                                         |                                         |                                         |                                         |                                         |                     |                     |                     |                     |          |          |            |            |            |            |            |            |  |  |  |  |  |  |  |  |  |  |  |  |  |  |  |  |  |  |  |  |  |  |  |  |
|   |   |   |   |   |   | Ildebrandino IXconte palatino(† dopo il 1223) | Ildebrandino IXconte palatino(† dopo il 1223) | Ildebrandino IXconte palatino(† dopo il 1223) | Ildebrandino IXconte palatino(† dopo il 1223) | Ildebrandino IXconte palatino(† dopo il 1223) | Ildebrandino IXconte palatino(† dopo il 1223) |                                                        |                                         |                                         |                                         | Bonifacioconte(† 1231 circa)            | Bonifacioconte(† 1231 circa)            | Bonifacioconte(† 1231 circa)      | Bonifacioconte(† 1231 circa)      | Bonifacioconte(† 1231 circa)         | Bonifacioconte(† 1231 circa)         |                                      |                                      | Guglielmoconte(† 1254)               | Guglielmoconte(† 1254)               | Guglielmoconte(† 1254)               | Guglielmoconte(† 1254) | Guglielmoconte(† 1254)                          | Guglielmoconte(† 1254)  |                                            |                                            | Tommaso                                         | Tommaso                                         | Tommaso                                         | Tommaso                                         | Tommaso                                         | Tommaso                                         |                                         |                                         |                                         |                                         | Gemma                                   | Gemma                                   | Gemma               | Gemma               | Gemma               | Gemma               |          |          | Margherita | Margherita | Margherita | Margherita | Margherita | Margherita |  |  |  |  |  |  |  |  |  |  |  |  |  |  |  |  |  |  |  |  |  |  |  |  |